# Єлькино (Сарапульський район)
Є́лькино (рос. Елькино) — присілок в Сарапульському районі Удмуртії, Росія.
Урбаноніми:
- вулиці — Північна

## Населення
Населення становить 5 осіб (2010, 4 у 2002).
Національний склад (2002):
- росіяни — 100 %